# Jonas Petri Metronius
Jonas Petri Metronius, död 1646 i Dagsbergs församling, Östergötlands län, var en svensk präst.

## Biografi
Metronius var 1593 komminister i Krokeks församling och underskrev Uppsala möte samma år. Han blev 1609 kyrkoherde i Dagsbergs församling och avled 1646 i Dagsbergs församling.

### Familj
Metronius var gift med en dotter till kyrkoherden Nicolaus Nicolai i Dagsbergs församling. De fick tillsammans sonen kyrkoherden Olaus Jonæ Alcidatus i Dagsbergs församling.